# Meta Kohnke
Meta Kohnke (* 15. Oktober 1932 in Neuheit, Freie Stadt Danzig; † 27. Januar 2023 in Merseburg) war eine deutsche Archivarin und Historikerin.

## Leben
Nach dem Besuch der Erweiterten Oberschule Spremberg studierte sie ab 1952 Geschichtswissenschaften an der Universität Leipzig. 1956 erhielt sie das Staatsexamen und besuchte danach den Lehrgang zur wissenschaftliche Archivarin am Institut für Archivwissenschaft in Potsdam, den sie im Dezember 1957 mit der Staatsprüfung abschloss. Ab Januar 1958 erhielt Kohnke eine Anstellung als Referatsleiterin  in der Historischen Abteilung II des Deutschen Zentralarchivs in Merseburg.
1968 promovierte Meta Kohnke – betreut von Heinrich Otto Meisner –  an der Humboldt-Universität zu Berlin mit der Dissertation Das preußische Kabinettsministerium. Ein Beitrag zur Geschichte des Staatsapparates im Spätfeudalismus. Ab 1975 war sie stellvertretende Abteilungsleiterin Auswertung II.
Von 1979 bis zum 3. Oktober 1990 war sie als Leiterin der Abteilung Auswertung II in der Dienststelle Merseburg des Zentralen Staatsarchiv der DDR tätig, das danach im Geheimen Staatsarchiv Preußischer Kulturbesitz in Berlin aufging und 1993 von Merseburg nach Berlin-Dahlem zurückverlagert wurde. Am 30. Juni 1993 ging sie in den Ruhestand.

## Ehrungen
- Ernennung zu Archivrätin
- 1989: Verdienstmedaille der DDR

## Werke (Auswahl)
- Die Ordnung der Bestände im Geheimen Staatsarchiv zu Berlin vor und nach der Einführung des Provenienzprinzips. In: Archivmitteilungen, Jg. 11 (1961), S. 111–116.
- Die Pertinenzbestände im Deutschen Zentralarchiv, Abteilung Merseburg. Geschichte, Struktur und archivarische Bearbeitung. In: Archivmitteilungen, Jg. 14 (1964), S. 223–231.
- Das preußische Kabinettsministerium. Ein Beitrag zur Geschichte des Staatsapparates im Spätfeudalismus. Berlin 1968.
- Das Edikt von Potsdam. Zu seiner Entstehung, Verbreitung und Überlieferung. In: Jahrbuch für Geschichte des Feudalismus, Jg. 9 (1985), S. 241–275.
- Quellen zur Geschichte der Französischen Revolution von 1789 im Zentralen Staatsarchiv, Dienststelle Merseburg. In: Jahrbuch für Geschichte, Jg. 39 (1989), S. 427–445.
- Carl Wilhelm Cosmar: Geschichte des Königlich-Preussischen Geheimen Staats- und Kabinettsarchivs bis 1806. Mit ergänzenden Materialien herausgegeben, eingeleitet und erläutert von Meta Kohnke. Böhlau, Köln, Weimar, Wien, 1993 (= Veröffentlichungen aus den Archiven Preußischer Kulturbesitz, Bd. 32).
- Zur Geschichte des Generaldirektoriums 1712/22–1808. In: Aus der Arbeit des Geheimen Staatsarchivs Preußischer Kulturbesitz, Berlin 1996.
- Quellen zur Geschichte der Juden in den Archiven der neuen Bundesländer. Hrsg. v. Stefi Jersch-Wenzel und Reinhard Rürup. Band 2: Geheimes Staatsarchiv Preußischer Kulturbesitz. Teil I: Ältere Zentralbehörden bis 1808/10 und Brandenburg-Preußisches Hausarchiv. Bearb. v. Meta Kohnke. (Saur) 1999.
- mit anderen: Geheimes Staatsarchiv Preußischer Kulturbesitz, Teil I, Berlin/Boston, 1999, Reprint 2013.
- mit anderen: Geheimes Staatsarchiv Preußischer Kulturbesitz, Teil II, Berlin/Boston, 2000, Reprint 2013.